# Aliyá desde América Latina en los años 2000
Tras el Ataque terrorista a la AMIA en 1994 en Buenos Aires, y a raíz de la crisis económica en Argentina entre los años 1999-2002, muchos judíos argentinos decidieron emigrar a Israel. 
Más de 10 000 judíos de Argentina, emigraron a Israel desde el año 2000, uniéndose a los miles de olim argentinos ya existentes.  
Uruguay se vio afectado por una crisis económica entre 1999 y 2002, lo que obligó a más de 500 judíos uruguayos a emigrar a Israel. Durante 2002 y 2003 la Agencia Judía inició una intensa campaña pública para promover la aliá de la región, y ofreciendo ayuda económica adicional para los inmigrantes de Argentina y Uruguay. 
Inmigrantes de otros países de América Latina, donde también hubo crisis económicas, también realizan aliyá en menor número.